# نويل ماجي
نويل ماجي (بالإنجليزية: Noel Magee)‏ مواليد 16 ديسمبر 1965 في بلفاست، هو ملاكم محترف أيرلندي.

## المسيرة الاحترافية
من نزالاته:
- خسر أمام نيكي بايبر بالضربة القاضية (1995).
- خسر أمام داريوش ميتشالكزيوسكي بالضربة الفنية القاضية (1993).

## إحصائيات
خاض خلال مسيرته 37 نزالا، فاز في 27 وتعادل في 2 وخسر في 8. فاز بالضربة القاضية في 12 نزالا.

## روابط خارجية
- نويل ماجي على موقع بوكس ريك (الإنجليزية) (registration required)